# José Antônio Rodrigues Pereira
José Antônio Rodrigues Pereira (Desterro, 19 de março de 1804 – Biguaçu, 1860) foi um político brasileiro.
Filho de Antônio José Rodrigues Pereira e de Francisca Rosa Pereira.
Filiado ao Partido Liberal, foi deputado à Assembleia Legislativa Provincial de Santa Catarina na 2ª legislatura (1838 — 1839), na 3ª legislatura (1840 — 1841), na 4ª legislatura (1842 — 1843), na 5ª legislatura (1844 — 1845), e na 6ª legislatura (1846 — 1847).